# 黄江 (龙江)
黄江，位于中华人民共和国贵州省黔南布依族苗族自治州，是龙江上游右岸支流，发源于黔南州独山县凤凰山西南，东南流过独山县打羊乡、荔波县甲良镇，至方村乡汇入龙江。河长40千米，落差358米，流域面积315平方千米。